# Uropsalis segmentata
Uropsalis segmentata е вид птица от семейство Caprimulgidae.

## Разпространение
Видът е разпространен в Боливия, Еквадор, Колумбия и Перу.